# مهندسی نرم‌افزار تحقیقاتی
مهندسی نرم‌افزار پژوهشی (به انگلیسی: Research Software Engineering) به کاربرد روش‌ها، شیوه‌ها و تکنیک‌های مهندسی نرم‌افزار در توسعهٔ نرم‌افزارهای پژوهشی اطلاق می‌شود؛ یعنی نرم‌افزارهایی که برای پروژه‌های تحقیقاتی علمی طراحی و عمدتاً در آن‌ها استفاده می‌شوند. این اصطلاح نخستین بار در سال ۲۰۱۰ در یک مقالهٔ پژوهشی در پاسخ به یک نظرسنجی تجربی دربارهٔ ابزارهای مورد استفاده در توسعهٔ نرم‌افزار در پروژه‌های پژوهشی مطرح شد. این اصطلاح از سال ۲۰۱۲ در بریتانیا رواج یافت، زمانی که نیاز به تعریف نوع خاصی از توسعهٔ نرم‌افزار در پژوهش احساس شد. تمرکز این حوزه بر بازتولیدپذیری، قابلیت استفادهٔ مجدد و دقت در تحلیل داده‌ها و برنامه‌های کاربردی ایجادشده برای پژوهش است.

## حمایت و سازمان‌ها
انواع مختلفی از انجمن‌ها و سازمان‌ها پیرامون این نقش ایجاد شده‌اند تا از ایجاد پست‌های مرتبط در دانشگاه‌ها و مؤسسات پژوهشی حمایت کنند. در سال ۲۰۱۴، انجمن مهندسان نرم‌افزار پژوهشی در بریتانیا تأسیس شد که در سه ماه نخست ۱۶۰ عضو جذب کرد و در نهایت منجر به تأسیس «جامعهٔ مهندسی نرم‌افزار پژوهشی» در سال ۲۰۱۹ شد. کشورهای دیگری مانند هلند، آلمان و ایالات متحده آمریکا نیز به دنبال ایجاد جوامع مشابهی بودند و تلاش‌های مشابهی در آسیا، استرالیا، کانادا، نیوزیلند، کشورهای نوردیک و بلژیک در حال پیگیری است. در ژانویهٔ ۲۰۲۱، «شورای بین‌المللی انجمن‌های RSE» معرفی شد.
در بریتانیا، بیش از ۴۰ دانشگاه و مؤسسه دارای گروه‌هایی هستند که دسترسی به تخصص نرم‌افزاری را در حوزه‌های مختلف پژوهشی فراهم می‌کنند. علاوه بر این، شورای پژوهشی مهندسی و علوم فیزیکی یک بورس تحصیلی برای مهندسان نرم‌افزار پژوهشی ایجاد کرد تا این نقش را ترویج داده و به ایجاد گروه‌های RSE در سراسر بریتانیا کمک کند، با فراخوان‌هایی در سال‌های ۲۰۱۵، ۲۰۱۷ و ۲۰۲۰.
نخستین کنفرانس جهانی RSE در سپتامبر ۲۰۱۶ در بریتانیا برگزار شد و از آن زمان به‌صورت سالانه (به‌جز وقفه‌ای در سال ۲۰۲۰) ادامه یافته است. در سال ۲۰۱۹، نخستین کنفرانس‌های ملی RSE در آلمان و هلند برگزار شد. جامعهٔ SORSE (مجموعه‌ای از رویدادهای آنلاین نرم‌افزار پژوهشی) در سال ۲۰۲۰ در پاسخ به همه‌گیری کووید-۱۹ تأسیس شد.

## شناخت و جوایز
کنفرانس سالانهٔ مهندسی نرم‌افزار پژوهشی که توسط جامعهٔ RSE برگزار می‌شود، از طریق جوایزی به مشارکت‌های برجسته ارج می‌نهد.
در سال ۲۰۱۹، جایزهٔ «جامعهٔ RSE» معرفی شد. از سال ۲۰۲۲، جوایز جدیدی شامل «ستارهٔ نوظهور»، «آموزش و آموزش»، و «تأثیر» اضافه شدند. این جوایز از سال ۲۰۲۳ به نام «جوایز کلر وایات» تغییر نام یافتند.

### فهرست جوایز
| سال  | جایزهٔ جامعه                                                          | ستارهٔ نوظهور | آموزش                  | تأثیر        |
| ---- | -------------------------------------------------------------------- | ------------ | ---------------------- | ------------ |
| ۲۰۲۴ | مت ویلیامز، سم منگهام                                                | فلیس گست     | الکساندرا ننادیک       | فلیس گست     |
| ۲۰۲۳ | ایان کوتام                                                           | رابین ناندی  | جانتا استین، کالین سوز | هانا ویلیامز |
| ۲۰۲۲ | کلر وایات، سایمون هتریک، کیم مارتین، دیوید پرز-سوارز، سارانجیت کائور |              |                        |              |
| ۲۰۲۱ | پل ریچموند                                                           |              |                        |              |
| ۲۰۲۰ | آلیس برت                                                             |              |                        |              |
| ۲۰۱۹ | کریستوفر وودز                                                        |              |                        |              |

## همچنین ببینید
- ابتکار مدل‌سازی انرژی باز